# Tartrate d'antimoine et de potassium
Le tartrate d'antimoine et de potassium, aussi connu sous le nom de tartre émétique, de formule chimique K2Sb2(C8H4O12)·3H2O, est le sel double de potassium et d'antimoine de l'acide tartrique. Ce composé a longtemps été connu comme émétique puissant, et a été utilisé pour traiter la bilharziose et la leishmaniose.

## Préparation
Au XVIIe siècle, le futur gouverneur de Pondichéry François Martin « connaît la vertu de la poudre émétique, extraite de l'épicéa, qui provoque des vomissements et des diarrhées » (vers décembre 1665).